# Tinamou varié
Crypturellus variegatus
Espèce
Statut de conservation UICN

 LC  : Préoccupation mineure
Le Tinamou varié (Crypturellus variegatus) ou tinamou bigarré, est une espèce d'oiseaux de la famille des Tinamidae.
Il peuple l'Amazonie et le plateau des Guyanes ainsi qu'une partie de la forêt atlantique au nord-est du Brésil. 